# Abbey (entreprise)
Pour les articles homonymes, voir Abbey.
Abbey est la sixième banque du Royaume-Uni et la seconde société de prêt immobilier en Europe, derrière Halifax (filiale de HBOS). La banque se nomme Abbey depuis 2003, date à laquelle elle a abandonné le nom Abbey National. Le siège social du groupe est à Milton Keynes dans le Buckinghamshire. Certaines branches sont basées à Bradford et Stockton-on-Tees. En 2003, Abbey a annoncé la délocalisation de ses centres de contact client de Derby, Warrington et Bradford, vers l’Inde, gardant uniquement Gateshead et Glasgow au Royaume-Uni. Gateshead sera fermé en 2005, à la suite du rachat de la banque par Grupo Santander en 2004.

## Histoire
- Abbey est la première « building society » (coopérative ouvrière) britannique à se dé-mutualiser, pour s’introduire en juillet 1989 à la bourse de Londres pour 1.30£ par action.

- En 1995 Abbey National prend le contrôle de la banque « National & Provincial Building Society » basée à Bradford.

- En 2000 l’action Abbey National culmine à 14£, avant le déclin des marchés boursiers à la suite de l’explosion de la bulle internet.

- En raison de sa conversion en institution bancaire, Abbey National Plc a eu un nombre exceptionnellement grand de petits actionnaires : environ 1.8 million.

- En 2003 Abbey National change le nom de sa marque en Abbey, (mais la société reste enregistrée en tant que Abbey National Plc). Ce changement est incité par son PDG Luqman Arnold après plusieurs exercices déficitaires.

- En 2004, Banco Santander Central Hispano, la plus grande banque espagnole, lance une OPA sur Abbey pour 9.5 milliards de £ (soit 6.50£ par action). Cette offre est acceptée par les actionnaires en octobre 2004 lors d’une assemblée générale extraordinaire.
Abbey devient la première banque britannique acquise par un groupe étranger.

- Abbey National Plc est enlevée du FTSE le 12 novembre 2004, après le succès de l’opération et seulement 15 années de cotation à Londres.

- En novembre 2004 Francisco Gomez-Roldan devient PDG du groupe, Luqman Arnold partant avec 5 millions de £.